# Ischnothyreus pacificus
Ischnothyreus pacificus là một loài nhện trong họ Oonopidae.
Loài này thuộc chi Ischnothyreus. Ischnothyreus pacificus được Carl Friedrich Roewer miêu tả năm 1963.